# Шозенду
Шозенду (порт. Chosendo) — район (фрегезия) в Португалии, входит в округ Визеу. Является составной частью муниципалитета  Сернанселье. Находится в составе крупной городской агломерации Большое Визеу. По старому административному делению входил в провинцию Бейра-Алта. Входит в экономико-статистический  субрегион Доуру, который входит в Северный регион. Население составляет 250 человек на 2001 год. Занимает площадь 10,72 км².

## Название
Имя Шозенду несколько неясно. Пиньо Леал утверждал, что он выходец из «Шоуза». «Шоузэндо», которое было упрощено до Шозенду. Лейте де Вашконселуш считал, что изначальное название местности — «Флузендус» (средневековое мужское имя), из которой путем палатализации образовалось Шозенду. Первоначально это была «деревня» или ферма Флузенду.

## История
Входил в муниципалитет Фонте Аркада до 1855 года.
Главной особенностью региона является изобилие каштана, а также виноделие. Одна из его главных достопримечательностей — это церковь, датируемая 1732 годом, с высоким алтарем, позолоченной резьбой и множеством сакральных произведений.
Район состоит из посёлков городского типа, в которых совмещены гранитные архаичные объекты и стиль современной архитектуры.

## Население
| Численность населения | Численность населения | Численность населения | Численность населения | Численность населения | Численность населения | Численность населения | Численность населения | Численность населения | Численность населения | Численность населения | Численность населения | Численность населения | Численность населения | Численность населения |
| --------------------- | --------------------- | --------------------- | --------------------- | --------------------- | --------------------- | --------------------- | --------------------- | --------------------- | --------------------- | --------------------- | --------------------- | --------------------- | --------------------- | --------------------- |
| 1864                  | 1878                  | 1890                  | 1900                  | 1911                  | 1920                  | 1930                  | 1940                  | 1950                  | 1960                  | 1970                  | 1981                  | 1991                  | 2001                  | 2011                  |
| 520                   | 547                   | 540                   | 514                   | 648                   | 518                   | 526                   | 575                   | 578                   | 533                   | 406                   | 344                   | 348                   | 250                   | 254                   |

В среднем по переписи 2001 года возрастной коэффициент составляет: 0/14 лет - 16,0% ; 15/24 лет - 14,3% ; 25/64 года - 53,4% ; 65 лет и старше - 16,4%.
В среднем по переписи 2011 года возрастной коэффициент составляет: 0/14 лет - 14,9% ; 15/24 года - 10,9%; 25/64 года - 55,2% ; 65 лет и старше - 19,0%.